# Hieraaetus pennatus

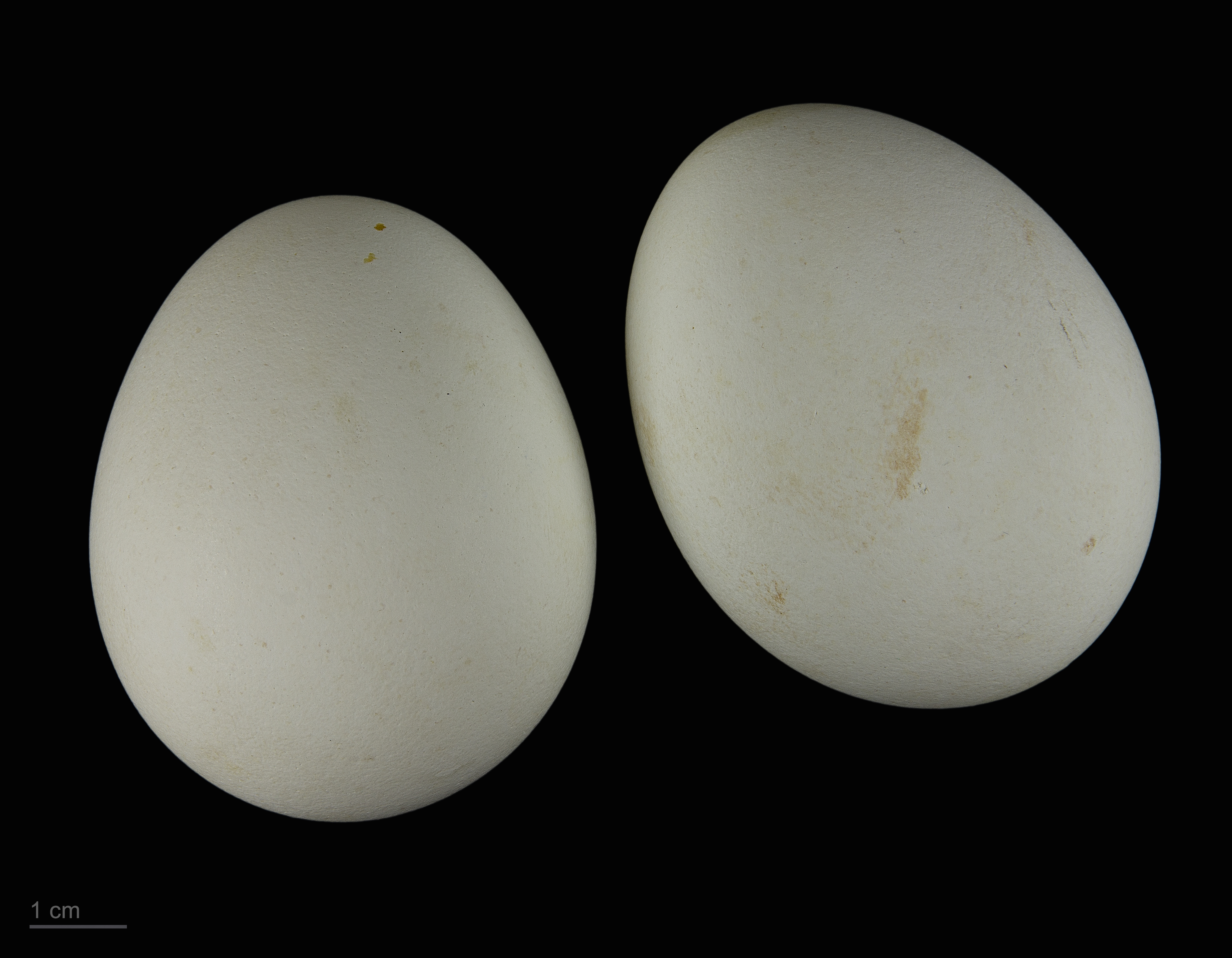
Hieraaetus pennatus - MHNT

El águila o aguililla calzada (Hieraaetus pennatus) es una especie de ave accipitriforme de la familia Accipitridae. Es un ave rapaz de mediano tamaño, presente en la mayor parte de Eurasia y África.

## Descripción
Es una rapaz mediana de entre 40 y 55 cm de largo y 110-135 cm de envergadura. Los machos pesan 700 gramos y las hembras 1 kg. Siendo con estas dimensiones el águila más pequeña que se encuentra en la península ibérica.
Se parece en tamaño y forma al busardo ratonero, aunque con las alas más anchas, y un tipo de vuelo diferente.
Presenta dos fases de coloración:
- La fase pálida, con la parte inferior del cuerpo blanca y con pequeñas puntas y matices pardos. La cabeza es marrón y el borde de las alas oscuro, casi negro.
- La fase oscura, con la parte inferior del cuerpo de color marrón oscuro. Al igual que en la fase pálida los bordes de las alas son oscuros, aunque no tanto.

Ambas fases tienen la cola por debajo de un color gris pálido. En sus partes superiores son bastante más parecidas las dos fases, con un plumaje de color marrón. En vuelo se suele observar unas manchas blancas en sus hombros llamadas "luces de aterrizaje", pero que no son exclusivas de esta especie.

## Taxonomía
Fue descrita por Gmelin en 1788 como Falco pennatus; posteriormente, en 1844, Kaup describió el género Hieraaetus donde fue al final incluida.
Algunos estudios han clasificado a todo el género Hieraaetus dentro del género Aquila, aunque otros autores siguen manteniendo el género, y la inclusión del águila calzada en el mismo. La situación taxonómica de este grupo de águilas todavía necesita de más estudios para resolverse.

## Distribución  y hábitat
Se la encuentra por el sur de Europa, África del Norte y Asia. Es un ave migratoria que pasa los inviernos en el África subsahariana y sur de Asia; aunque en el suroeste de la península ibérica hay pequeñas poblaciones invernantes.
Habita en zonas forestales que estén mezcladas, como en mosaico, con zonas de matorral y terrenos abiertos.

## Comportamiento

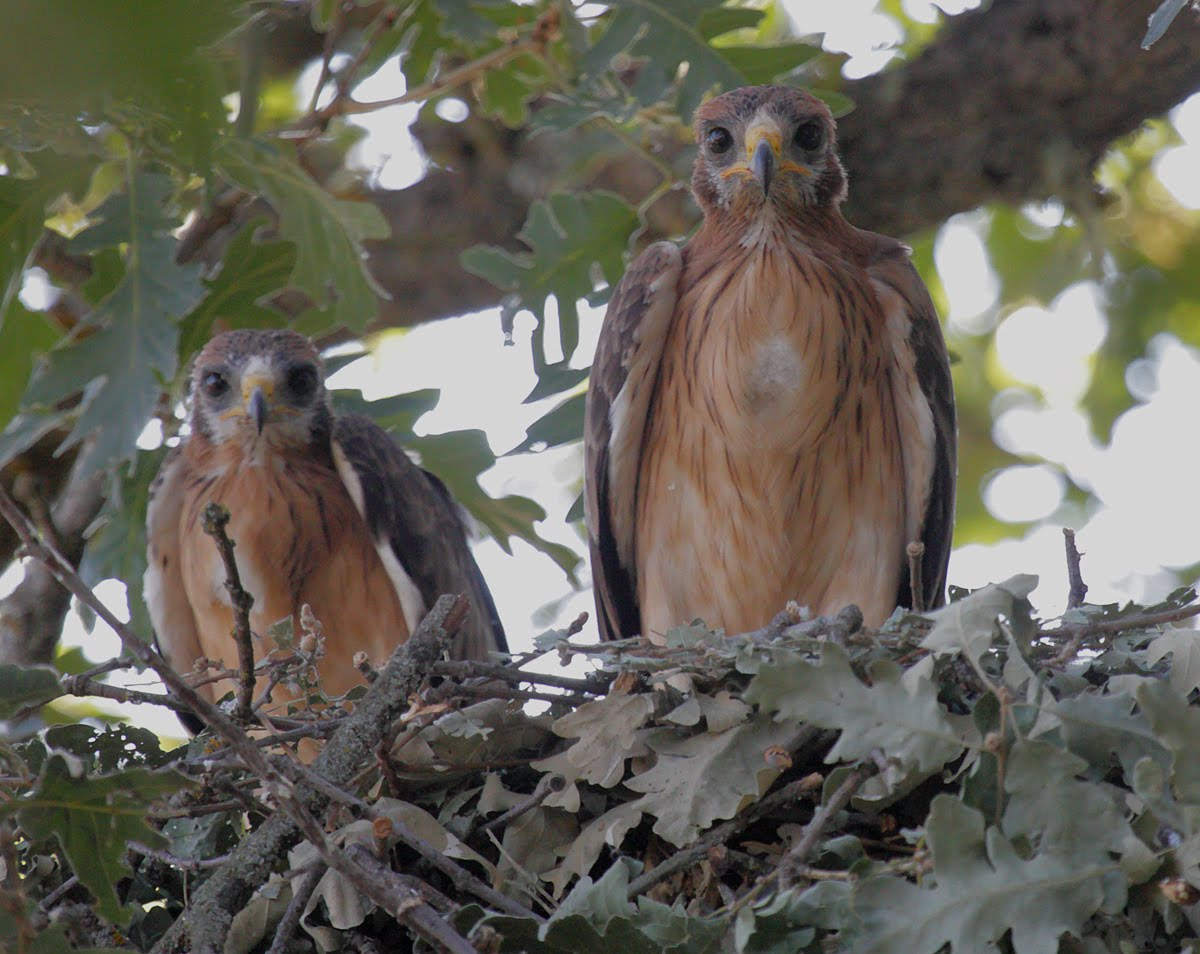
Pollos de águila calzada.

### Reproducción
Realiza el nido en un árbol, rara vez en un cortado rocoso.  Generalmente elige los ejemplares más grandes.[cita requerida] El nido suele tener una base con ramas grandes y recubierto de hojas de pino. La puesta es de uno a tres huevos, aunque lo más común son dos. La incubación dura de treinta y cinco a cuarenta días, y los pollos permanecen en el nido de cincuenta y seis a sesenta días.

### Alimentación
Se alimenta de fuentes muy variadas, principalmente aves, pero también pequeños mamíferos, reptiles, pájaros e incluso invertebrados.